# Волково (Рузский городской округ)
Волково — деревня сельского поселения Волковское Рузского района Московской области. Численность постоянно проживающего населения — 3 человека на 2006 год. До 2006 года Волково входило в состав Волковского сельского округа.
Деревня расположена в центральной части района, в 7 километрах севернее Рузы, на северном берегу Озернинского водохранилища (ранее — правый берег реки Рузы), высота центра над уровнем моря 193 м. У восточной окраины деревни проходит автодорога А108 Московское большое кольцо.